# August Tuxen (kemist)
Christian Frederik August Tuxen, född 29 december 1850 i Köpenhamn, död 3 november 1903, var en dansk agrikulturkemist, halvbror till krigsministern Christian Frederik Frands Elias Tuxen. 
Efter skolgång i det von Westenske Institut utbildades han inom lantbruket och tog lantbruksexamen 1874. Året därpå anställdes han som assistent vid Landbohøjskolens kemiska laboratorium och verkade därefter stadigvarande vid denna högskola, genom att han 1881 utnämndes till docent i jordmånslära, 1892 till lektor i nämnda ämne och agrikulturkemi samt till föreståndare för det agrikulturkemiska laboratoriet. År 1903 blev han slutligen professor. 
Tuxen ägnade sig främst åt kemiska undersökningar av jordmånen, som Nogle analyser af hedejord (Tidsskrift for skovbrug, 1877) och de kemiska arbetena för Peder Erasmus Müllers "Studier over skovjord". I "Tidsskrift for landøkonomi" publicerade han 1881-98 flera, väsentligen jordbruksekonomiska, arbeten, liksom han var medarbetare i "Nyt tidsskrift for fysik og kemi" från 1896 till dess upphörande. För lantbruks- och folkhögskolornas behov utgav han Jordbundslæren, vars tredje upplaga utkom 1899.